# غول (فیلم ۲۰۲۵)
غول (انگلیسی: Giant) یک فیلم درام، ورزشی و زندگینامه‌ای از زندگی نسیم حامد بوکسور است. این فیلم به نویسندگی و کارگردانی روآن آثال با بازی امیر المصری (در نقش نسیم حامد) و پیرس برازنان (در نقش مربی برندان اینگل) است.

## ساخت
فیلمبرداری در آوریل ۲۰۲۴ در لیدز آغاز شد.